# Rute, Pliberk
Rute (nemško Ruttach) je naselje v Občini Pliberk v Okraju Velikovec na Koroškem v Avstriji.